# Shae D'Lyn
Shae D'Lyn Sherertz (Abilene, 24 novembre 1963) è un'attrice statunitense, nota principalmente per il ruolo di Jane Deaux/Cavanaugh nella sitcom Dharma & Greg.

## Biografia
Dopo la laurea con lode all'Università della Virginia, D'Lyn lavora come analista per la Morrow & Co, a Wall Street. Dopo un anno si trasferisce a Boston come vice presidente della Boston Capital Partner. Stanca del lavoro in campo finanziario decide di iscriversi ad una scuola di recitazione. Inizia la carriera da attrice con apparizione in film e serie televisive per diventare in seguito regista teatrale e produttrice televisiva. Ha creato il progetto HearME.

## Filmografia

### Cinema
- Las Vegas - In vacanza al casinò (Vegas Vacation), regia di Stephen Kesslerg (1997)
- The Motel Life, regia di Alan Polsky e Gabe Polisky (2012)
- The Pretty One, regia di Jenée LaMarque (2013)
- Café Society, regia di Woody Allen (2016)
- Copia originale (Can You Ever Forgive Me?), regia di Marielle Heller (2018)

### Televisione
- In viaggio nel tempo (Quantum Leap) – serie TV, episodio 5x15 (1993)
- Law & Order - I due volti della giustizia (Law & Order) – serie TV, episodio 4x17 (1994)
- Ellen – serie TV, episodio 3x23 (1996)
- Dharma & Greg – serie TV, 96 episodi (1997-2001)
- That '70s Show – serie TV, episodio 4x12 (2001)
- Alpha House – serie TV, episodio 1x11 (2014)
- Boardwalk Empire - L'impero del crimine (Boardwalk) – serie TV, 2 episodi (2014)
- Louie – serie TV, episodio 5x01 (2015)
- Orange Is the New Black – serie TV, episodio 5x12 (2017)
- Gypsy – serie TV, episodio 1x09 (2017)

## Doppiatrici italiane
Nelle versioni in italiano delle opere in cui ha recitato, Shae D'Lyn è stata doppiata da:
- Laura Lenghi in Dharma & Greg
- Daniela Calò in The Pretty One
- Isabella Pasanisi in Boardwalk Empire - L'impero del crimine